# 左石駅
左石駅（ひだりいしえき）は、長崎県佐世保市田原町にある松浦鉄道西九州線の駅である。かつては国鉄柚木線が分岐していた。

## 歴史
- 1920年（大正9年）
  - 3月27日：佐世保鉄道相浦 - 当駅 - 柚木間開通時に大野駅（おおのえき）として開設[1]。
  - 10月7日：当駅 - 上佐世保間開通[2]。
- 1929年（昭和4年）4月20日：左石駅（ひだりいしえき）への改称を届出[1]。
- 1936年（昭和11年）10月1日：佐世保鉄道国有化に伴い、鉄道省松浦線に編入。当駅 - 柚木間は柚木線となる。
- 1943年（昭和18年）8月30日：松浦線・柚木線改軌工事完成により、当駅 - 上佐世保間廃止[2]。当駅 - 北佐世保間の新線開業。
- 1967年（昭和42年）
  - 7月9日：柚木線が水害で全線不通となる。
  - 9月1日：柚木線全線廃止[3]。
- 1970年（昭和45年）10月1日：貨物取扱廃止[1]。
- 1987年（昭和62年）4月1日：国鉄分割民営化に伴い、JR九州松浦線の駅となる[1]。
- 1988年（昭和63年）4月1日：第三セクター松浦鉄道への転換に伴い、同社西九州線の駅となる[1]。同時に無人駅化。

## 駅構造
相対式ホーム2面2線を有する地上駅。互いのホームは大きくずれており、駅舎は佐世保市役所大野支所側（佐々・伊万里方面行ホーム側）にある。佐世保西高校側（佐世保方面行）ホーム上には木造の屋根があり、両ホーム間は構内踏切で連絡している。松浦鉄道転換後に、佐世保西高校側にも出入口が開設されている。
無人駅であるが、松浦鉄道への転換まで有人駅であった。手書き乗車券の他、指定券も発券していた。現在、定期券や回数券は徒歩約3分の西肥バス大野待合所で発売している（※元日を除く9:30 - 17:30の間）。
2024年（令和6年）3月に佐世保市と松浦市の5駅の駅名標について、かな表記から漢字表記に改めるとともに最寄りの高校名をサブ駅名として加えたものにリニューアルされ、左石駅では「佐世保西高等学校前」のサブ駅名を加えた駅名標にリニューアルされた。

### のりば
| ホーム | 路線      | 方向 | 行先                                 | 備考 |
| ------ | --------- | ---- | ------------------------------------ | ---- |
| 駅舎側 | ■西九州線 | 上り | 佐々・たびら平戸口・松浦・伊万里方面 |      |
| 反対側 | ■西九州線 | 下り | 佐世保方面                           |      |

※案内上ののりば番号は設定されていない。
付記事項
- 松浦線は転換時までタブレット（通票・金属製で円盤）による閉塞システム（非自動閉塞方式）が使用されていた。急行「平戸」は通過していたので、運転助手が通過しながらタブレット（タブレットキャリアー・輪になっている入物に収めた状態）を受渡していた。信号機は腕木式であったが、黄色い矢羽の場内用（駅に入る前に設置してある）通過信号が無かったので、ホームにある渦巻き状キャリアー受けの支柱に緑の手旗を横に挿して代用していた。
- 2008年（平成20年）9月現在、旧駅員室は食堂となっている。また、待合室の一部を改装してたこ焼き屋『駅たこ』が営業している他、大野商工振興会が駅舎の一部を事務所として使用している。

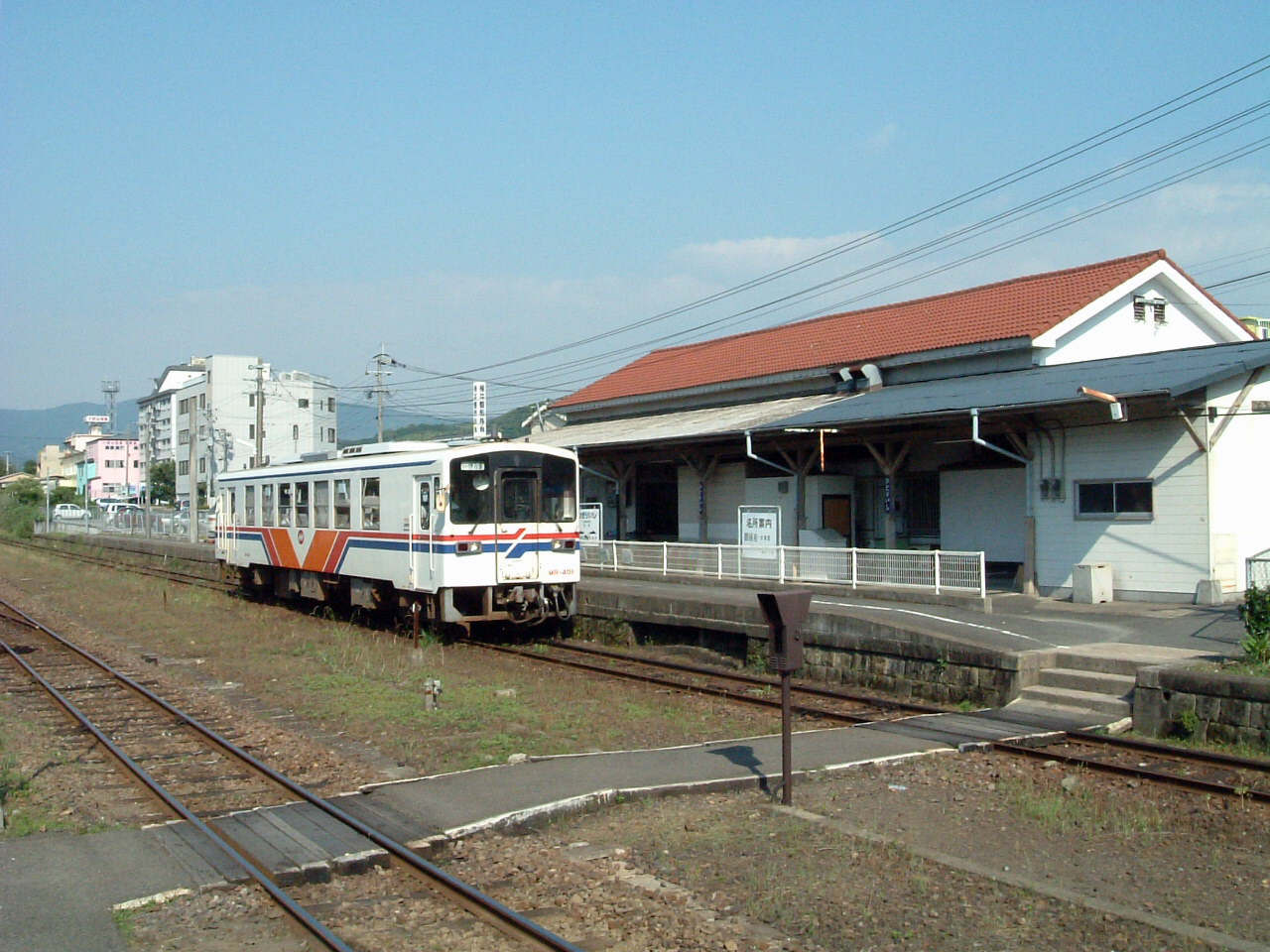
駅舎と伊万里方面ホーム（2004年6月）
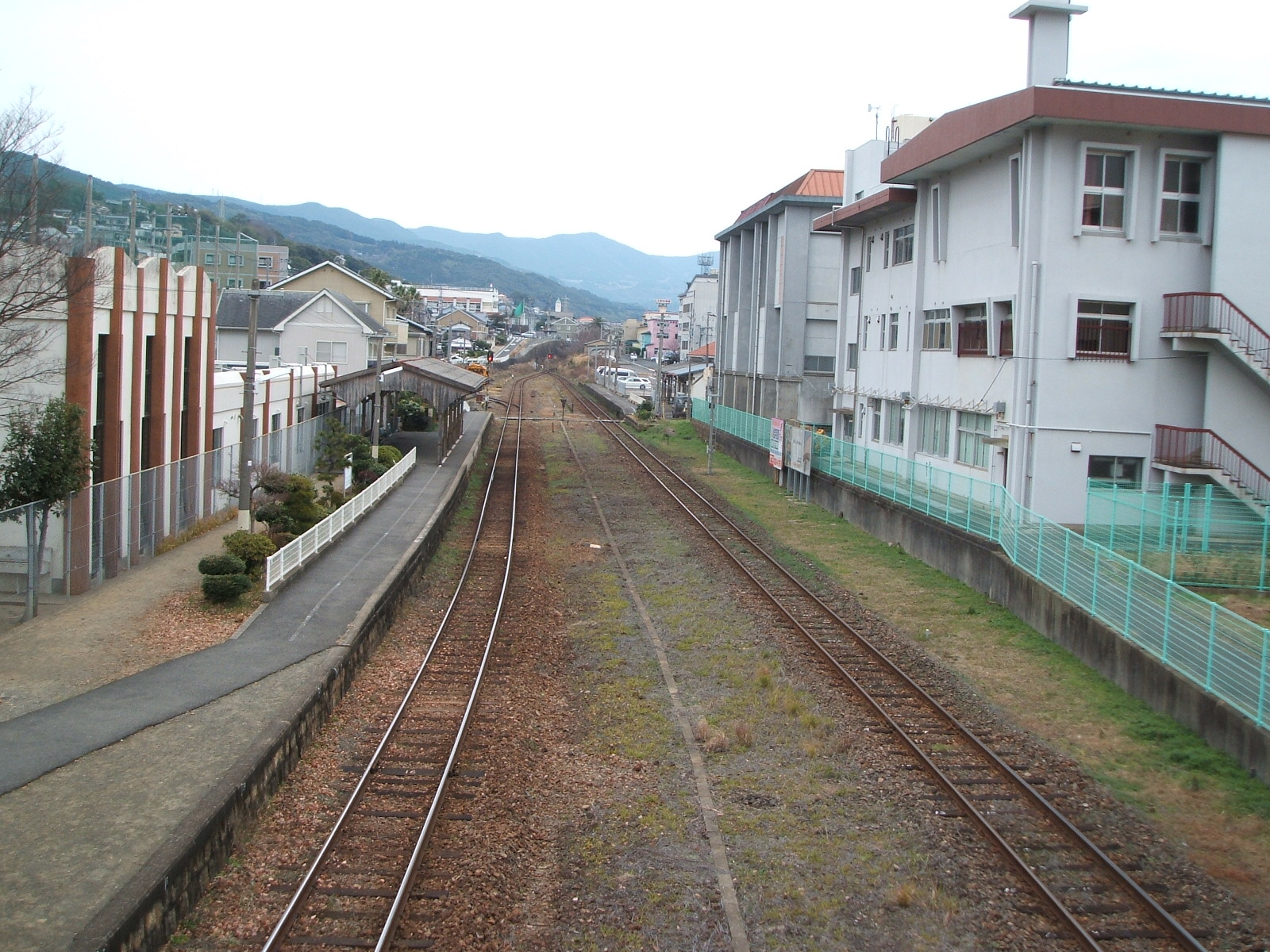
歩道橋から佐世保方面（2007年1月）

## 利用状況
2023年度の1日平均乗降人員は1,281人である。
| 年度               | 1日平均 乗降人員 |
| ------------------ | ---------------- |
| 2019年（令和元年） | 1,010            |
| 2020年（令和02年） | 837              |
| 2021年（令和03年） | 876              |
| 2022年（令和04年） | 1,081            |
| 2023年（令和05年） | 1,281            |

## 駅周辺
- 佐世保市役所大野支所
- 長崎県立佐世保西高等学校
- 長崎労災病院
- 佐世保市立大野中学校
- 佐世保市立大野小学校
- アソカ北幼稚園
- させぼバス 兼 西肥バス大野車庫
- 佐世保北郵便局
- 九州電力大野変電所
- 共立自動車学校・大野
- 眼鏡岩
- エレナ 大野店
- 国道204号
- 長崎県道151号佐世保世知原線

## 隣の駅
松浦鉄道
■西九州線
快速
本山駅 - 左石駅 - 泉福寺駅
普通
野中駅 - 左石駅 - 泉福寺駅

### かつて存在した路線
日本国有鉄道
柚木線
左石駅 - 肥前池野駅